# گل‌یاکا
گل‌یاکا (به ترکی استانبولی: Gölyaka) شهری است در کشور ترکیه که در استان دوزچه واقع شده‌است. جمعیت این شهر بر اساس سرشماری سال ۲۰۰۸ میلادی ۸٬۷۷۸ نفر و بر اساس برآوردهای سال ۲۰۰۹ میلادی ۹٬۵۴۹ نفر می‌باشد.